# Alsóhunkóc
Alsóhunkóc (szlovákul: Choňkovce) község Szlovákiában, a Kassai kerület Szobránci járásában.

## Fekvése
Szobránctól 7 km-re északkeletre, a Szobránci-patak partján fekszik.

## Története
1409-ben „Hunkolch” néven az ungi ispánság birtokainak összeírásában említik először. A tibai váruradalomhoz tartozott. Lakói mezőgazdasággal, favágással foglalkoztak.
A 18. század végén, 1799-ben Vályi András így ír róla: „HUNKÓCZ. Tót falu Ungvár Várm. birtokosai Szirmay Uraság, lakosai leg inkább ó hitűek, fekszik a’ Sobrántzi járásban, Tibének filiája, határja gazdag, vagyonnyai jelesek.”
Fényes Elek 1851-ben kiadott geográfiai szótárában így ír a faluról: „Hunkocz, orosz falu, Ungh vmegyében, Ut. p. Szobránczhoz nyugot-éjszakra egy órányira: 14 romai, 369 g. kath., 3 evang., 25 zsidó lak. Görög kath. paroch. templom. Hegyes határ. Szép erdő. Fürészmalom. F. u. gr. Sztáray, Fekete, Pribék.”
A trianoni diktátumig Ung vármegye Szobránci járásához tartozott, majd az újonnan létrehozott csehszlovák államhoz csatolták. 1938 és 1945 között ismét Magyarország része.

## Népessége
| Év:            | 1994. | 2004.   | 2014.    | 2024.   |
| -------------- | ----- | ------- | -------- | ------- |
| Emberek száma: | 604   | 618     | 550      | 511     |
| Eltérés:       |       | +2,31 % | -11,00 % | -7,09 % |

| Év:            | 2023. | 2024.   |
| -------------- | ----- | ------- |
| Emberek száma: | 497   | 511     |
| Eltérés:       |       | +2,81 % |

1910-ben 717, túlnyomórészt szlovák anyanyelvű lakosa volt.
2001-ben 617 lakosából 605 szlovák nemzetiségű volt.
2011-ben 577 lakosából 550 szlovák és 22 ruszin volt.

## Nevezetességei
- A falunak három temploma van, közülük a barokk görögkatolikus templom műemlék.
- Határában állnak Tiba várának romjai.